# Carl Silvander
Carl Gabriel Silvander, född 5 december 1876 i Göteborg, död 17 januari 1960, var en svensk elektroingenjör.
Silvander föddes som son till direktör Herman Silvander och Anna Sofia Nilsson. Han utexaminerades från Chalmers tekniska läroanstalt 1898 och anställdes då som extra ritare vid Statens Järnvägar i Göteborg. År 1898-1899 studerade han vid Polytechnikum i Zürich och blev därefter konstruktör vid Union Elektrizitäts AG i Berlin  till 1901. Han återvände till Sverige för en tjänst som överingenjör och fabrikschef vid Elektriska AB Magnet i Ludvika där han arbetade fram till 1903 varefter han under det året arbetade hos General Electric Co i Schenectady i New York. År 1904 fick Sylvander en tjänst som överingenjör vid Asea i Västerås från 1904 till 1914 innan han blev konsulterande ingenjör i Stockholm mellan 1914 och 1920. Från 1920 var han verkställande direktör för Elektriska AB Chr Bergh & Co i Malmö till 1927 och därefter i samma roll för AB Elektro-Star i Stockholm från 1927. 
Han var sakkunnig hos tull- och traktatkommittén 1919–1923. Han var direktör för Fastighets AB Käralund från 1901. Han innehade ett flertal patent inom elektriska facket. Han byggde ett flertal verkstäder, gjuterier och martinverk bland annat för Asea, Luth & Rosén, Kohlswa Jernverks AB samt i Oslo, Köpenhamn och andra städer. Han var medarbetare i diverse tekniska tidskrifter.